# Guilt
«Guilt» (en español «culpa») es el cuarto episodio perteneciente a la segunda temporada de la serie de televisión cómica Wilfred. Fue estrenado el 12 de julio de 2012 en Estados Unidos y el 25 de noviembre de 2012 en Latinoamérica ambos por FX. Ryan comienza a tener problemas con Wilfred debido al hijo de Kristen.

## Cita del comienzo
"La culpa: el regalo que sigue dando."
Erma Bombeck

## Argumento
En un paseo, Ryan recibe un mensaje de Kristen en el cual ella le avisa que irá a a su casa. Wilfred al ver que Kristen está embarazada se pone furioso, después de tranquilizarlo le pregunta el motivo por el cual se pone así se agresivo. Wilfred tranquilizado un poco le cuenta a Ryan la guerra entre perros y bebés, la cual "pelean" por ser el más tierno frente a los adultos. Kristen dice que se enteró del embarazo junto con el Dr. Ramos, por lo cual él decidió divorciarse de su esposa para vivir al lado de Kristen. Ryan se disculpa por lo que le hizo, ella lo perdona. Mientras tanto, Wilfred se acerca al vientre de Kristen tratando de llevarse bien con el bebé, sin embargo, termina declarando la guerra. Cuando Kristen se dirige al sanitario, Wilfred revisa la maleta de ella para ver el ultrasonido, Ryan tratando de alejarlo de ahí ve por casualidad una orden de restricción del Dr. Ramos, y se da cuenta de que todo la historia de Kristen es falsa. Kristen inventa que su nuevo departamento con el Dr. Ramos está bajo construcción, lo cual sería malo para el bebé y por eso ella le pide si puede estar en la casa un par de días. Ryan acepta. Mientras está en una cita con Amanda, Ryan recibe la llamada de Kristen pidiéndole cosas necesarias para su embarazo, mientras hablan Kristen se queja de que Wilfred estuvo a punto de hacerla caer por las escaleras, Ryan asustado se dirige a la casa, al llegar ve que todo está completamente bien. Ryan pide atentamente a Wilfred detenerse, pues puede provocar un accidente grave, él dice que no parará hasta que el bebé no sea peligro para él, lo cual lleva a Ryan a encerrarlo en la cocina, sin que pueda acercarse a Kristen. Cuando Ryan se dirige a la cocina le arrebata a Wilfred la orden de restricción del Dr. Ramos, Kristen logra ver que Ryan tiene el documento y por eso le confiesa la verdad. Ella dice que lo vio por última vez en el aeropuerto en Jaipur, y al llegar al aeropuerto de Los Ángeles encontró a un hombre enviado por él, el cual le daba la orden de restricción, Kristen se altera y comienza a sentir dolores en el vientre, Ryan llama a emergencias, mientras que Wilfred celebra que por fin gana la guerra. Al ser revisada por un paramédico se le recomienda reposo en cama. El Dr. Arturo Ramos llega a la casa de Ryan para ver a Kristen, ahí él confiesa a Ryan que la orden de reconstrucción la hizo debido a que su esposa lo obligó. Wilfred comienza a ponerse triste debido a que el bebé se pondrá bien. Ryan se ve forzado a dormir en el sótano dejando su habitación a Kristen y Arturo. Wilfred sumamente triste se resigna y dice haber perdido la batalla, Ryan le comenta acerca de las similitudes que tienen los bebés y los perros, entonces Wilfred comienza a recapacitar. Ryan le recomienda acercarse al bebé,  de lo contrario la tensión entre ambos no terminaría pronto. Wilfred le recuerda que si sigue haciendo todo lo que Kristen le pide la culpa no terminara, él sólo dice que estará a su disposición cuando ella lo perdone. Wilfred le menciona la posibilidad de que ella nunca lo perdone. En la mañana siguiente, Arturo se marcha de la casa y Kristen pide más cosas, Ryan le menciona que no hay problema en que ambos estén en su casa, sin embargo se siente muy incómodo por todo lo que le pide. Kristen le reclama que toda esa situación es por la culpa de Ryan, sin embargo, recapacita y se da cuenta de que ella es la única que tiene la culpa. Ryan le promete que siempre estará a su lado. Wilfred arregla las cosas con el bebé.

## Recepción

### Audiencia
"Guilt"  fue visto por 1.35 millones de espectadores en su estreno original en Estados Unidos por FX , teniendo 0.7 en el grupo demográfico 18-49

### Recepción crítica
Max Nicholson  de IGN publicó: "La escena final juntos fue en realidad muy dulce. Tal vez ahora finalmente vamos a llegar a verlos funcionando como un hermano y una hermana normal, por lo menos por uno o dos episodios - de nuevo, tal vez su relación es más como de hermanos.En cualquier caso, se trataba de un gran episodio para ambos: Ryan y Wilfred, ofreciendo un buen equilibrio de una verdadera honestidad y payasadas.
Megan Farokhmanesh de Paste Magazine dijo: ""Guilty" es un gran equilibrio entre ese característico humor de la serie y desarrollo de personajes. Mientras que la historia del fondo de la pelea Wilfred / bebé proporciona placer cómico (y una escena muy inquietante con un muñeco de vudú), la relación entre Kristen y Ryan empieza a cambiar. Kristen es conocida como una de los personajes más despreciados de la serie, un título es lo más que se ganó, pero la nueva temporada está mostrando el cambio. Ella finalmente se hace responsable de sus acciones y comienza a tratar a Ryan como el hermano cariñoso que es. El episodio probablemente será impredecible para muchos espectadores, en función de su actitud hacia los bebés, pero "Guilt" es el primer episodio de la nueva temporada que ofrecer algo un poco más. Todavía no es el episodio más divertido, pero sin duda es el más desarrollado."